# Chalcides viridanus
Espèce
Synonymes
- Gongylus viridanus Gravenhorst, 1851
- Chalcides simonyi Steindachner, 1891
- Chalcides polylepis simonyi Steindachner, 1891
- Chalcides polylepis occidentalis Steindachner, 1900

Statut de conservation UICN

 LC  : Préoccupation mineure
Chalcides viridanus est une espèce de sauriens de la famille des Scincidae.

## Répartition
Cette espèce est endémique des îles Canaries. Elle se rencontre sur les îles de Tenerife, de Fuerteventura, de Lanzarote, de La Gomera, d'El Hierro et de Los Lobos.

## Taxinomie
Pour de nombreux auteurs Chalcides simonyi Steindachner, 1891 est une espèce à part entière,.

## Description

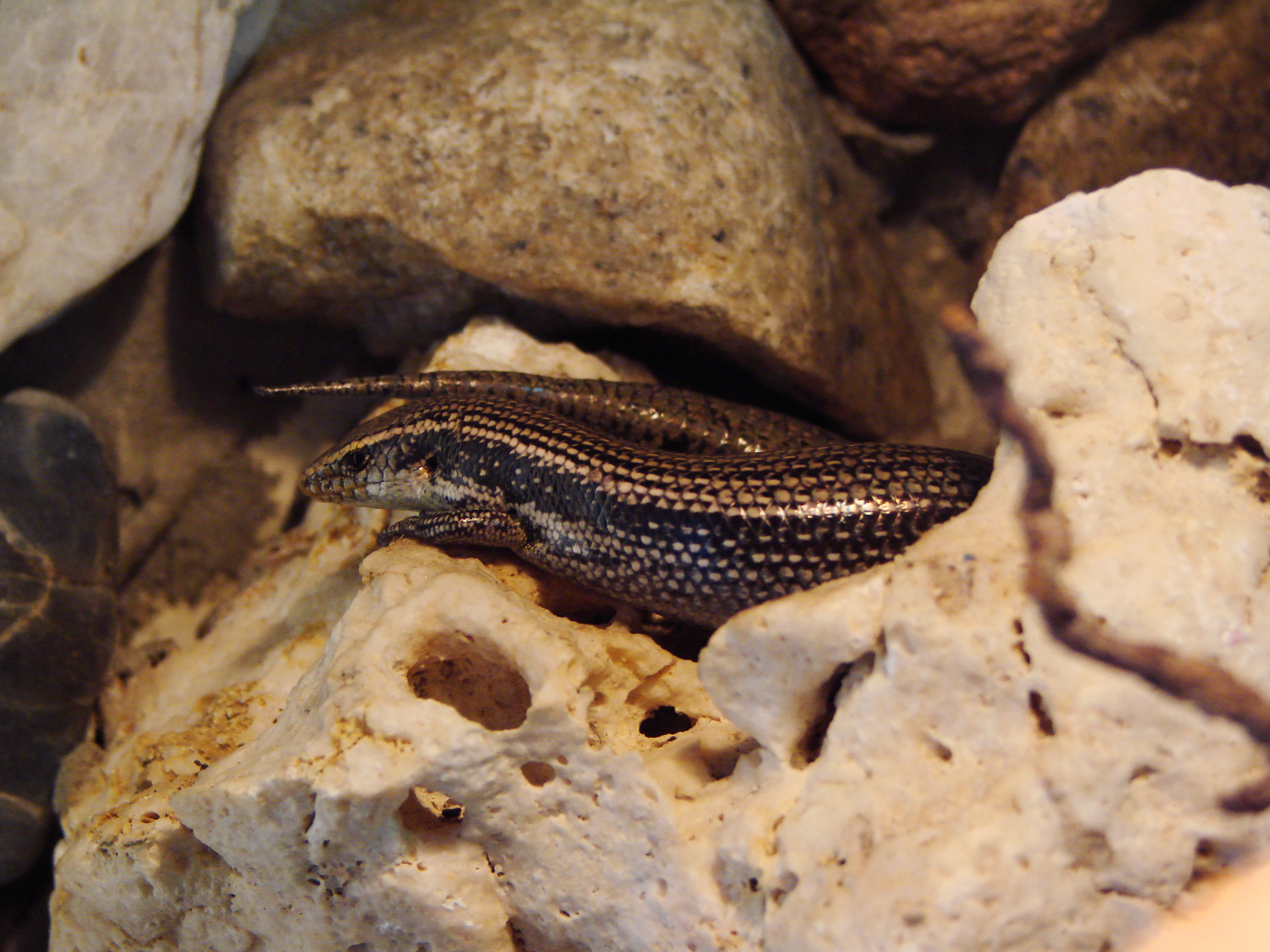

Ce lézard vit dans de nombreux types d'habitats : forêts, zones rocheuses, zones sablonneuses, cultures, ainsi que dans les zones urbaines. Il peut se rencontrer jusqu'à 2 000 m d'altitude. Il atteint environ 18 cm et est principalement diurne.

## Étymologie
Le nom de cette espèce, viridanus, vient du latin viridis, « vert ».

## Publication originale
- Gravenhorst, 1851 : Über die im Zoologischen Museum der Universität Breslau befindlichen Wirtelschleichen (Pseudosaura), Krüppelfüssler (Brachypoda) und einige andere, denselben verwandte Reptilien aus dem Zünften der Schleichen und Dickzüngler. Nova Acta Academiae Caesarae Liopoldina Carolinae Germaninicae Naturae, vol. 23, p. 291-394 (texte original).